# Adelphicos ibarrorum
Adelphicos ibarrorum е вид влечуго от семейство Смокообразни (Colubridae). Видът е застрашен от изчезване.

## Разпространение
Разпространен е в Гватемала.